# Michele Rossi
Michele Rossi (Italia, 30 de abril de 1980) es un árbitro de baloncesto italiano. Integrante del primer grupo de la Lega Basket Serie A y árbitro internacional de la FIP/FIBA, forma parte del cuerpo arbitral de EuroLeague Basketball (Euroliga y EuroCup) y fue seleccionado para los Playoffs de Euroliga 2025.

## Trayectoria
Formado en el arbitraje italiano desde 1997, alcanzó el nivel nacional en 2001, debutó en Serie A2 en 2011 y en la élite de la Serie A en 2013. En el ecosistema de Euroleague Basketball su primera presencia documentada en la Euroliga se remonta a la temporada 2017–18 (Anadolu Efes–Khimki, 21/03/2018), y desde entonces aparece de forma regular en el listado oficial de la competición.

## Euroliga y EuroCup
Rossi ha dirigido encuentros de temporada regular de Euroliga y múltiples partidos de EuroCup en 2024–25. En abril de 2025 fue incluido en la lista de 28 árbitros de los Playoffs de Euroliga.
Partidos destacados
- Euroliga 2017–18 (RS): Anadolu Efes – BC Khimki (21/03/2018).[15]
- Euroliga 2022–23 (RS): Valencia Basket – Real Madrid (22/11/2022).[16]
- EuroCup 2024–25 (RS): U-BT Cluj-Napoca – 7bet-Lietkabelis (13/11/2024) y Lietkabelis–Valencia (15/01/2025).[17][18]

## Palmarés y reconocimientos
- Árbitro de Playoffs de Euroliga (2025).[19]
- Final del EuroBasket Femenino 2017 (Praga). Designación FIBA como uno de los tres árbitros del partido por el título.[20]
- Designaciones en finales domésticas: Serie A (Playoff 2025) y Copa Italia 2025.[21][22]